# La Flagellation
Pour les articles homonymes, voir La Flagellation du Christ.

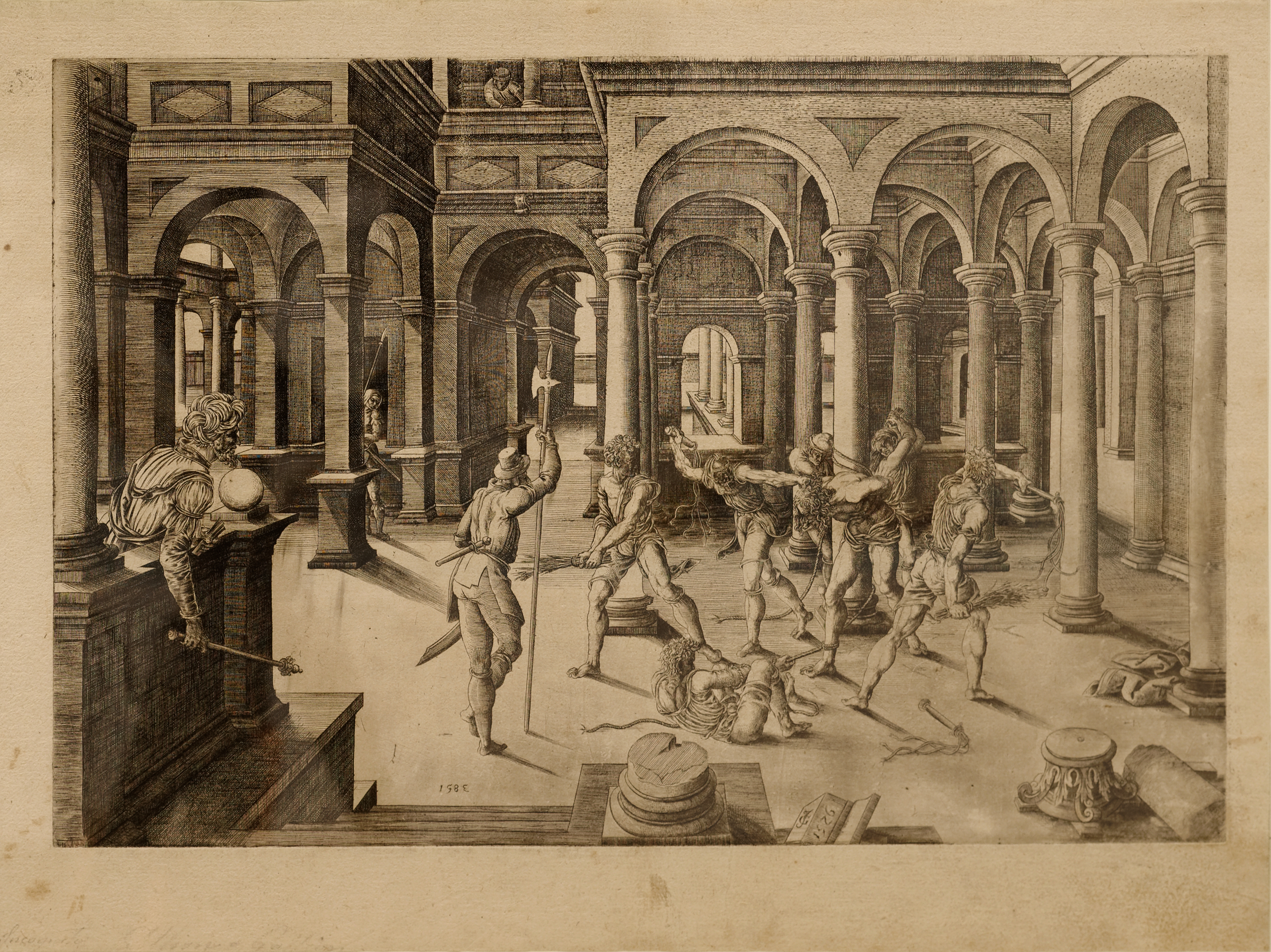
Version de l'estampe conservée à Paris.

La Flagellation est une gravure sur cuivre au burin réalisée par Maître JG identifiée comme étant de 1526. Elle mesure 212 × 317 mm.

## Description
Elle représente le Christ enchaîné à une colonne, frappé par 6 personnes, le tout observé par Ponce Pilate, à l'intérieur d'un décor monumental comprenant de nombreuses colonnes.

## Analyse, reprise et comparaison

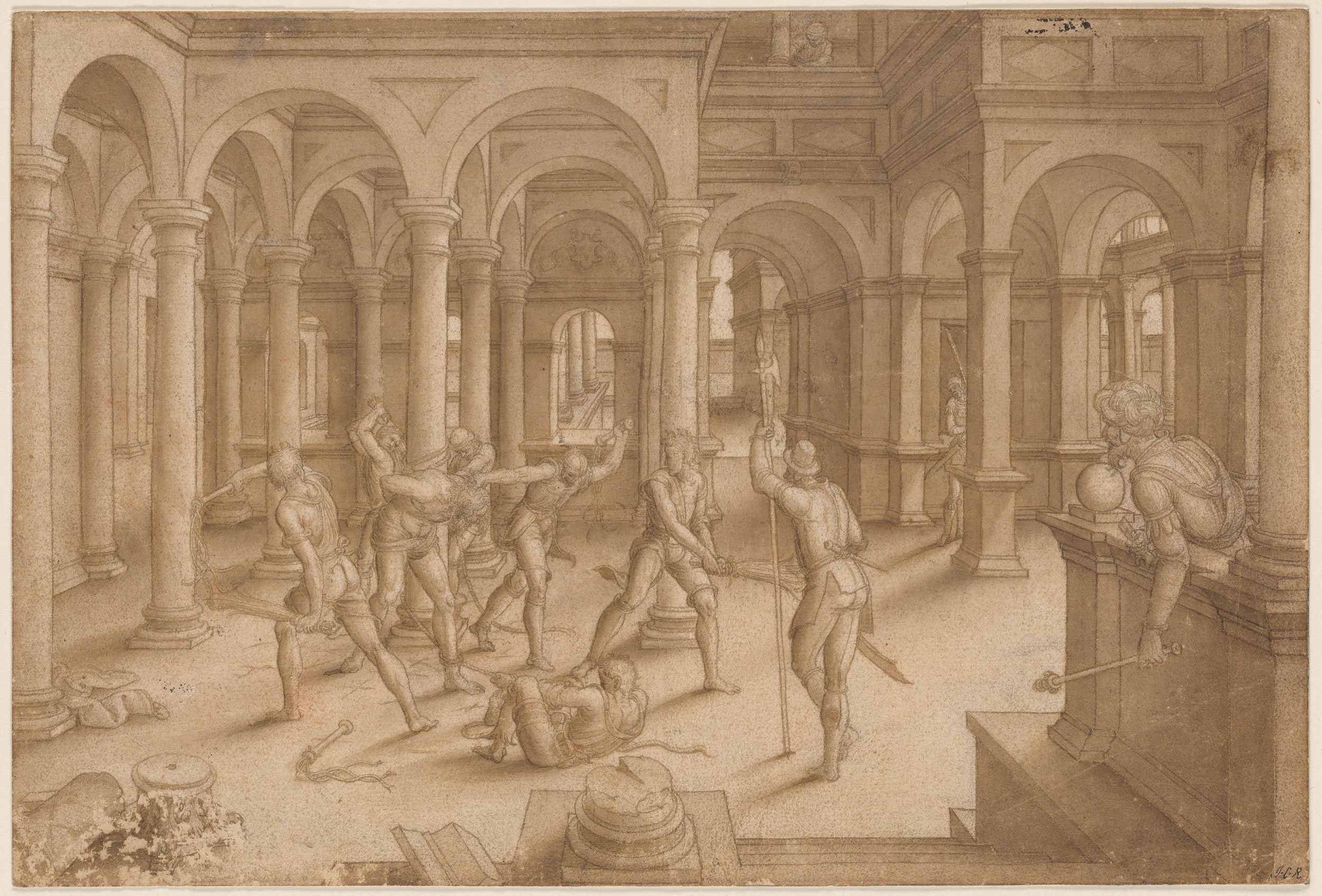
dessin préparatoire de la Flagellation du Maître JG. Pierpont Morgan Library, III, 66.

Cette estampe existe à l'état incomplet et datée de 1526 avec le monogramme JG, conservée à Londres (au British Museum) ; et complète datée de 1583, conservée à Paris dans la collection de E. de Rothschild. La version complète n'est citée dans aucun catalogue et est un document exceptionnel. Les deux versions sont les seules du Maître JG à être datées. Elle fait partie des formats les plus grands au sein du corpus du graveur. De plus, son dessin préparatoire a été conservé (New York, Pierpont Morgan Library). Leutrat note que le bourreau le plus à droite adopte la même posture que le soldat battant le Christ dans le Portement de la croix de Agostino Veneziano (1517). Cette gravure a pu ainsi servir de modèle au Maître JG.